# Comuna Brezovo, Plovdiv
Brezovo (în bulgară Брезово) este o comună în regiunea Plovdiv, Bulgaria, formată din orașul Brezovo și 15 sate. 

## Localități componente

### Orașe
- Brezovo

### Sate
| - Babek - Boreț - Cehlare - Cioba - Drangovo | - Oteț Kirilovo - Pădarsko - Rozoveț - Strelți - Svejen | - Sărnegor - Tiurkmen - Vărben - Zelenikovo - Zlatosel |

## Demografie
Componența etnică a comunei Brezovo
     Romi (14,99%)
     Bulgari (78,03%)
     Nicio identificare (6,33%)
     Altele (0,95%)
La recensământul din 2011, populația comunei Brezovo era de 7.298 locuitori. Din punct de vedere etnic, majoritatea locuitorilor (78,03%) erau bulgari, cu o minoritate de romi (14,99%). Pentru 6,33% din locuitori nu este cunoscută apartenența etnică.